# Nederlands Kamertoneel
Het Nederlands Kamertoneel was een Vlaams avant-gardistisch kamertoneel-theatergezelschap opgericht op 10 april 1953 in Antwerpen door Tone Brulin, Denise De Weerdt, Dries Wieme en Jan Van den Broeck, in navolging van een beweging die de Franse theatermaker André Antoine was gestart, en na uitwerking van de ideeën die Tone Brulin tijdens een recente reis in Duitsland had opgedaan.
Het Nederlands Kamertoneel poogde theater in een kamer te spelen, oorspronkelijk in een kleine zolderruimte boven een Antwerps café aan de Stadswaag, meer bepaald in de Lange Brilstraat 4. In het begin van het NKT werd dan ook dikwijls verwezen naar Theater Op Zolder, waarmee eerder de locatie dan het collectief werd aangeduid. De acteurs wilden vrij zijn van de vormelijke regels van het officiële theater, spelen in een ruimte die niet eens voor theater bedoeld was, zelf kostuums en decors maken, aan de kassa zitten ... Voorstellingen werden gespeeld voor een tiental personen, soms voor een enkele toeschouwer. De ambitie was met goede acteurs en een vernieuwend gezelschap het monopolie van de KNS aan te tasten. 
Brulin was er actief tot 1955 als acteur en schreef in die periode, maar ook nadien een aantal theaterstukken voor het Nederlands Kamertoneel. Maar vooral Piet Sterckx werd de huisauteur van het NKT. Tim Beekman en Ann Petersen debuteerden er, Raf Reymen en Piet Sterckx speelden er, even goed als Rudi Van Vlaenderen, Lode Verstraete en uiteraard Brulins toenmalige partner Dora van der Groen. In het seizoen 1955-1956 heeft het NKT een nieuwe uitvalsbasis gevonden, op een verdieping in een jugendstilgebouw in de Leysstraat 2-4, het Scapinotheater. De zaal bood ruimte aan bijna 100 toeschouwers, maar miste de sfeer van Theater Op Zolder. In 1961 volgde een tweede verhuis, naar het voormalige Haciendatheater aan de Breydelstraat dat 186 plaatsen bood. Het gezelschap werd geleid door onder meer Alex Van Royen en Cas Baas. 
In 1966 wordt besloten omwille van de beperkte financiële middelen van het Antwerpse NKT, ad hoc wel gelenigd met de verwerving van de ANV-Visser Neerlandia-prijs dat jaar, de samenwerking op te zoeken met het Maastrichtse Groot Limburgs Toneel met een nieuwe zetel in Hasselt. Uiteindelijk ging het NKT op in het Groot-Limburgs Toneel, wat een Belgisch-Nederlands theatergezelschap werd, tot dit laatste in 1975 ook ten onder ging.